# Pasta al forno
La pasta al forno, timballo di pasta o pasta pasticciata è un insieme di piatti tipici della cucina italiana, fatti di pasta, in genere pasta corta, ricoperta di un sugo e formaggi e cotta nel forno.

## Storia
La naturale versatilità che inevitabilmente caratterizza la preparazione della pasta al forno, oltre che la sua semplicità, ne hanno comunque fatto un vero e proprio simbolo della cucina italiana.
La pasta al forno può idealmente dividersi in due grandi categorie: la versione con besciamella nacque nelle corti rinascimentali del centro nord, come variante povera dei pasticci di carne, da cui verosimilmente derivano celebratissime pietanze come le lasagne al forno e i cannelloni emiliani; la cosiddetta pasta 'nfurnàta o 'ncasciata (pasta infornata o incassata) costituisce invece uno dei piatti più tipici del meridione (particolarmente della provincia di Messina, nello specifico di Mistretta, e della provincia di Catania) e affonda le sue origini in tradizioni antichissime, essenzialmente riconducibili ai sontuosi timballi che gli Arabi introdussero in Sicilia durante la loro dominazione risalente al IX secolo, a cui peraltro si deve il nome stesso timballo.

## Preparazione

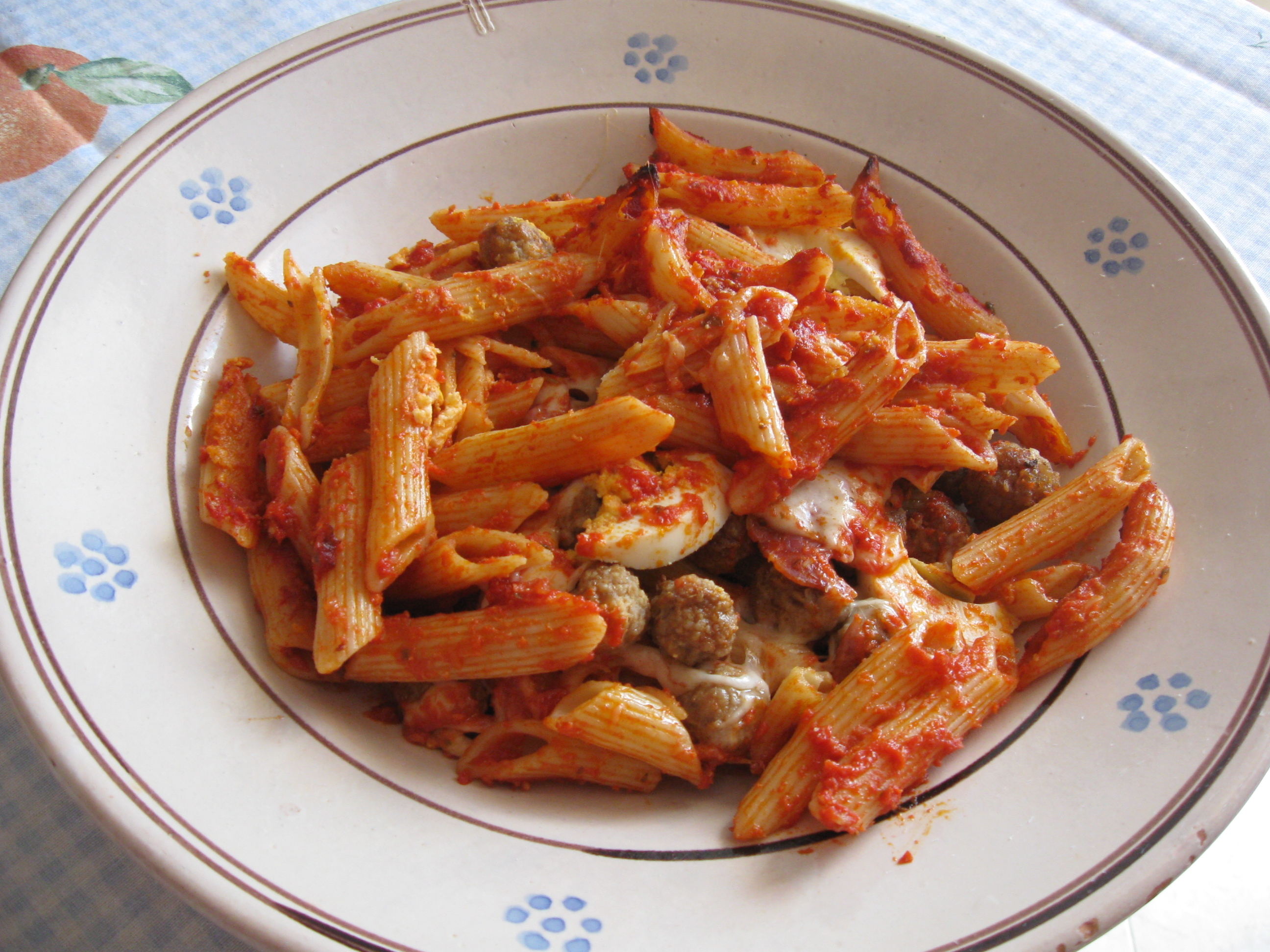
Tipica pasta al forno calabrese (Catanzaro) con ripieno di provola, soppressata, uova sode e polpettine fritte.

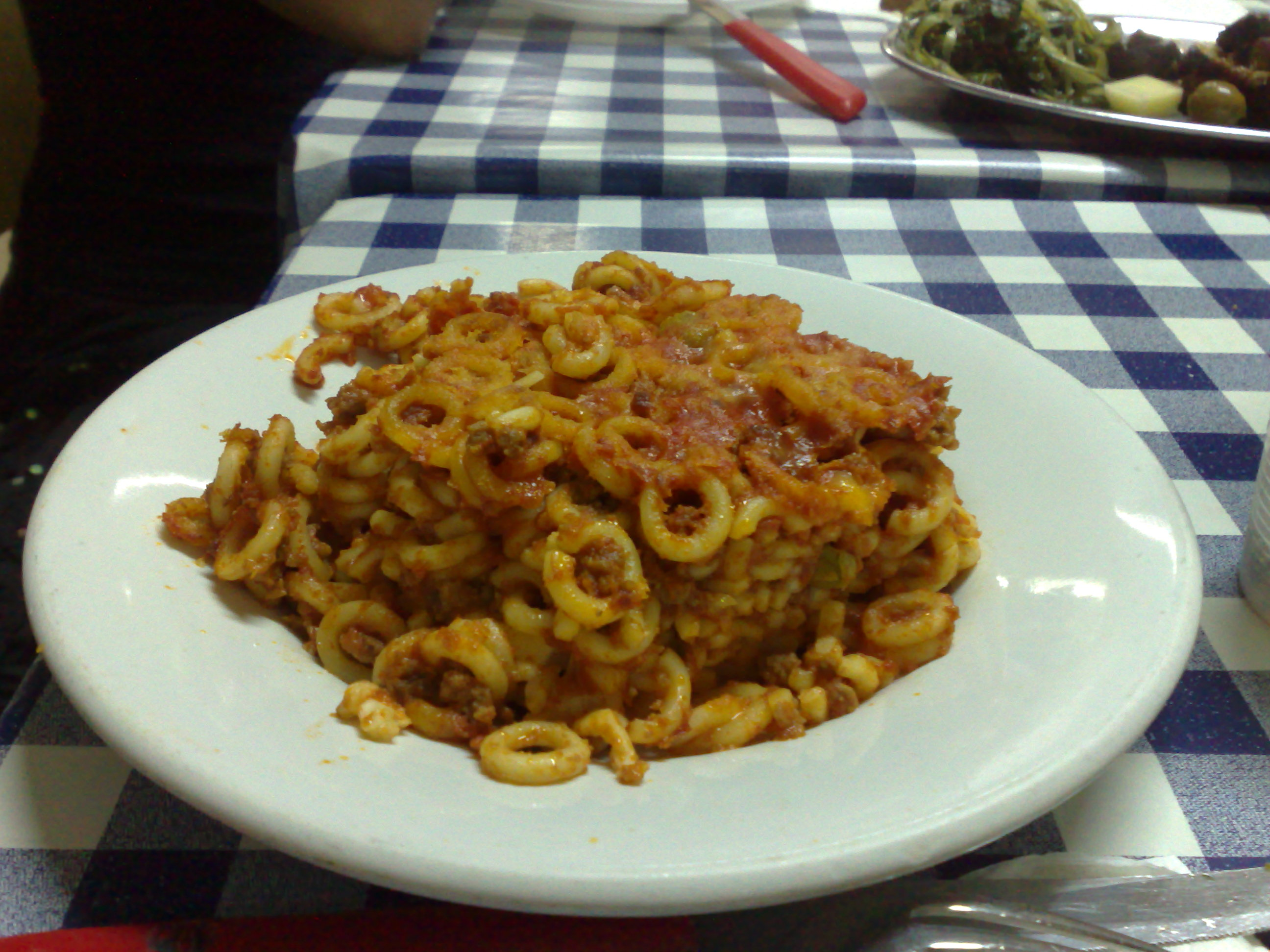
Anelletti al forno

Le varianti sono pertanto numerose. Per la preparazione di questo si utilizzano vari tipi di pasta dal taglio corto e medio, quali principalmente, rigatoni, penne, i tortiglioni, gli ziti, i maccheroni ecc.. Se la preparazione tradizionale messinese impone l'utilizzo dei maccheroncini, la tradizione palermitana richiede invece l'impiego del tipico formato degli anelletti che conferiscono al piatto una fattezza simile ad uno sformato o timballo. La pasta, cotta molto al dente, (terminerà la cottura nel forno)  mescolata con il sugo, viene poi distribuita a strati in una teglia o pirofila leggermente unta (oppure sulla quale è stato distribuito un sottilissimo strato di sugo) e alternata con ingredienti legati alle tradizioni locali. 
Per il sugo le varianti sono molteplici, ma generalmente è composto da tritato di manzo e/o maiale soffritto insieme ad un trito fine di cipolla, insaporito con erbette aromatiche e sfumato con vino rosso; si aggiunge salsa di pomodoro e si lascia sobbollire per mezz'ora.
La composizione degli strati si basa essenzialmente sul classico ripieno di formaggi quali la provola o il caciocavallo filanti, affettati (per lo più) prosciutto cotto anche a cubetti, salame, o più di frequente la tipica schiacciata o soppressata calabrese), le uova sode tagliate a fettine o a spicchi e le immancabili polpettine fritte. Terminata la distribuzione con un ultimo strato di pasta, a chiusura, si copre con abbondante parmigiano reggiano grattugiato, al fine di favorire la gratinatura, e la doratura ed incurvatura croccante della pasta nello strato superiore.  
La versione siciliana, tra gli ingredienti, annovera inoltre le melanzane, in genere tagliate in fette sottili e fritte oppure a cubettoni. Le preparazioni, ad ogni modo, possono essere molteplici ed assai originali: non mancano infatti le versioni - peraltro piuttosto diffuse - a base di sughi bianchi con cipolla e carne tritata oppure di besciamella, cui il più delle volte si fa ricorso per valorizzare il ripieno di verdure come i carciofi o il radicchio.